# Vladimir Guerrier
Pour les articles homonymes, voir Guerrier et Guerrier (homonymie).
Vladimir Ivanovitch Guerrier (en russe : Владимир Иванович Герье), né le 29 mai 1837 à Khovrino, un faubourg de Moscou, et mort le 30 juin 1919 à Moscou, est un historien russe, qui a été également professeur d'histoire à l'université d'État de Moscou de 1868 à 1904.

## Biographie
Fondateur des "cours Guerrier", Vladimir Guerrier est l'un des principaux instigateurs de l'enseignement supérieur pour femmes en Russie.
Il est également membre de la Douma de Moscou, du Conseil d'État de la Russie impériale et du Parti octobriste.